# Cantone di Golo-Morosaglia
Il Cantone di Golo-Morosaglia è una divisione amministrativa del dipartimento dell'Alta Corsica, compreso quasi interamente nell'Arrondissement di Corte ad eccezione del comune di Pietralba, appartenente all'Arrondissement di Calvi.
È stato creato a seguito della riforma approvata con decreto del 26 febbraio 2014, che ha avuto attuazione dopo le elezioni dipartimentali del 2015, e comprende 55 comuni:
- Aiti
- Alando
- Albertacce
- Alzi
- Asco
- Bigorno
- Bisinchi
- Bustanico
- Calacuccia
- Cambia
- Campile
- Campitello
- Canavaggia
- Carticasi
- Casamaccioli
- Castellare di Mercurio
- Castello di Rostino
- Castifao
- Castiglione
- Castineta
- Castirla
- Corscia
- Crocicchia
- Erbajolo
- Erone
- Favalello
- Focicchia
- Gavignano
- Lano
- Lento
- Lozzi
- Mazzola
- Moltifao
- Monte
- Morosaglia
- Olmo
- Omessa
- Ortiporio
- Penta-Acquatella
- Piedigriggio
- Pietralba
- Popolasca
- Prato di Giovellina
- Prunelli di Casacconi
- Rusio
- Saliceto
- San Lorenzo
- Sant'Andrea di Bozio
- Santa Lucia di Mercurio
- Scolca
- Sermano
- Soveria
- Tralonca
- Valle di Rostino
- Volpajola